# Дидрихсхаген
Дидрихсхаген (њем. Diedrichshagen) општина је у њемачкој савезној држави Мекленбург-Западна Померанија. Једно је од 89 општинских средишта округа Остфорпомерн. Према процјени из 2010. у општини је живјело 479 становника. Посједује регионалну шифру (AGS) 13059019.

## Географски и демографски подаци
Дидрихсхаген се налази у савезној држави Мекленбург-Западна Померанија у округу Остфорпомерн. Општина се налази на надморској висини од 34 метра. Површина општине износи 17,3 km². У самом мјесту је, према процјени из 2010. године, живјело 479 становника. Просјечна густина становништва износи 28 становника/km².